# 内田広之
内田 広之（うちだ ひろゆき、1972年〈昭和47年〉3月25日 - ）は、日本の政治家、文部・文科官僚。福島県いわき市長（1期）。
文科省教育改革推進室長、福島大学理事兼事務局長、東日本国際大学地域振興戦略研究所長などを歴任した。

## 経歴

### 学歴
1972年3月25日生まれ。福島県いわき市出身。いわき市立草野小学校、いわき市立草野中学校、福島県立磐城高校、東北大学教育学部卒業。2014年（平成26年）東京大学大学院教育学研究科修了。

### 職歴等
1996年（平成8年）文部省（当時）入省。
2002年（平成14年）ユネスコ本部（パリ）にてアフリカ・アジアの教育支援に携わる。
2006年（平成18年）、秋田県教育庁高校教育課長。
2011年（平成23年）の東日本大震災、福島第一原子力発電所の事故に際し、同郷有志らと「霞が関からいわき市を応援する会」を立ち上げ、ボランティアで被災地支援、復興支援を行った。2014年（平成26年）子ども・子育て支援新制度（平成27年4月施行）の創設に関わる。
2017年（平成29年）、文部科学省教育改革推進室長に就任。第3期教育振興基本計画（平成30年6月15日閣議決定・対象期間：平成30年度～平成34年度）を策定。2019年（平成31年）、福島大学理事・事務局長に就任。台風19号（令和元年東日本台風）で被災した福島大学学生をはじめとした被災地域支援のボランティア活動に参加。
2020年（令和2年）、第７次福島県総合教育計画の策定懇談会座長を務める。同12月、文部科学省を辞職。
2021年（令和3年）1月、東日本国際大学地域振興戦略研究所長に就任。
2021年（令和3年）9月、福島県いわき市長選挙に出馬し、初当選ののち在任中。
2025年（令和7年）2月25日のいわき市議会で、同年９月施行予定のいわき市長選挙に向けて立候補予定であることを表明。

## 選挙歴
2021年（令和3年）1月8日、故郷いわき市における若者の人口減少、いわき市の医師不足、等の地域課題をはじめ、東日本大震災や台風19号等の災害時における市の対応に危機を感じ、いわき市長選挙へ立候補する意向を表明。同年8月29日、市長選挙が告示され、内田のほか、元衆議院議員の宇佐美登、現職の清水敏男、前常磐共同ガス社長の猪狩謙二らが立候補した。9月5日、投票締め切りの19時と同時に内田の当選確実が報じられた。9月28日、市長に就任。
※当日有権者数：267,281人 最終投票率：47.68%（前回比：－1.45pts）
| 候補者名 | 年齢 | 所属党派 | 新旧別 | 得票数   | 得票率 | 推薦・支持 |
| -------- | ---- | -------- | ------ | -------- | ------ | ---------- |
| 内田広之 | 49   | 無所属   | 新     | 45,885票 | 36.33% |            |
| 宇佐美登 | 54   | 無所属   | 新     | 28,258票 | 22.37% |            |
| 清水敏男 | 58   | 無所属   | 現     | 26,658票 | 21.10% |            |
| 猪狩謙二 | 59   | 無所属   | 新     | 25,512票 | 20.20% |            |

## 人物
- 小学校3年生から始めた剣道の指導者（恩師・根本邦男）から、「文武両道」の教えを学んだことをきっかけに教育を志した。

### 政治家として

#### 統一教会との関わり
2021年（令和3年）5月、市長選挙に向けた活動を行っているさなか、世界平和統一家庭連合（旧統一教会）のいわき市内の施設を訪問し、市の将来像などについて語った。内田によれば、陣営の選挙対策責任者の一人だった自由民主党所属の市議の案内で訪れたという。

#### 処理水放出で市が独自調査
令和5年8月のALPS処理水放出に伴い、国が行う検査に加えて、市独自でも検査を行い、改めて海水や魚の安全性を確認していく考えを明らかにした。その後、四倉港、江名港、小浜港で海域モニタリングを開始している。

#### 路線バス減便・廃止に代替案・補助金検討
令和5年11月に、市内の新常磐交通が路線バスの大幅減便を公表。それを受け、令和7年度までにかけて代替案の検討を明らかにした。具体的には、タクシー会社による定額タクシーやデマンド交通のほか、NPO法人などによるボランティア輸送や、通学用のバスの運行などを示した。また、政府が検討を進めている、一般のドライバーが自家用車を使って有料で人を運ぶ「ライドシェア」についても、実施に向けた議論を注視するとの考えを示した。
新常磐交通が発表したバスの大幅減便に対して、児童生徒の通学に大きく影響が出る5路線について、復活を令和6年2月8日に発表。新常磐交通との協議を重ね、また、当該路線への補助も行うことにして復活した形。好間高校、いわき湯本高校、菊田小学校などの児童生徒の交通手段の確保ができた。学校統廃合を伴う、遠野地区や草野小学校絹谷分校については、スクールバスを確保することとしている。

#### 豪雨災害で半壊に市が独自支援
令和5年9月の豪雨災害では、市独自（全国で３例目・東北で初）の取組として、半壊世帯の解体に伴う廃棄物の運搬と処分に係る費用を支援した。通常は全国的に、全壊世帯について、解体、廃棄物の運搬と処分に係る費用への支援が行われるが、半壊世帯の上記費用を対象にした。当該災害での半壊世帯は市内では約1,000棟に及んでいる。

#### 「広報いわき」臨時号（2023年10月1日発行）について
2023年8月9日に発生した台風13号による浸水災害について、いわき市は10月1日に「広報いわき」の臨時号を刊行。全4ページ中3ページにわたり、内田が被災地の視察を行っている写真計8枚が掲載された。これについて「市長は頑張っている」との声がある一方、復旧作業に追われる中記者の取材に応じた50代女性は「市長の写真集。被災者の私には役に立たない」と答えた。市議会では、４年前の台風１９号の際に発行された臨時号が水没した被災地の写真をメインに構成されていることを踏まえ「今回の臨時号は広報ではなく、市長の後援会がつくる選挙用のビラと勘違いする市民もいる。広報の私物化だ」と発言する者もいた。
この件について市議会で狩野光昭（創世会・社民系）が質問したところ、内田市長は、豪雨による被災者から批判の声は上がっていないとし、「災害・有事であれば、トップダウンでやらなければいけない。広報紙が不適切とか、私が出過ぎただとか、そういうのはご指摘として正しくない」と語った。その上で「狩野議員は、現場に入っておられたと言っておられましたけれど、私は何回も行きましたけど、あまり（狩野）議員のお姿をお見かけしたことがなかった。現場から離れたような議論だと思った」と反論。創世会は発言取り下げの申し入れを委員会に提案、委員長裁決で可決されたが、内田市長は「あくまで狩野議員に、被災地でお会いしなかっただけであって他意はない」として、取り下げはしないと明言。一方で、市議会に混乱を招いたことを重く受け止め、今後は誤解を与えるような発言のないよう、注意していくと寄せた。

#### ２期めに向けて表明
2月25日のいわき市議会で、同年９月施行予定のいわき市長選挙に向けて立候補予定であることを表明した。
公約として、以下の３つを掲げた。
1. 防災庁のいわき市への誘致
2. 小中学校給食費の完全無償化実現（中学校については、令和7年2月議会に予算案提出）
3. 医師を10年間で100人招へいする計画実現（令和2～4年で21の同市への医師招へいを実現）

#### 防災庁のいわき市への誘致を表明
2月25日のいわき市議会で、国が検討を進めている「防止庁の地方拠点」について、いわき市が、手を挙げて誘致を進める考えを示した。福島県内では初。内田は、「（東日本大震災などで）全国から受けた支援に対して一地方都市であるいわきから恩返ししていく」と述べた。

#### 次期の市長選で市議会自民系24年ぶりに分裂解消、内田を統一支持
いわき市長選挙においては2005年以降、5回の選挙で市議会自民系2会派がそれぞれ候補者を擁立、「保守分裂」の構図が続いていたが、2025年8月末告示のいわき市長選では24年ぶりに分裂解消し、現職内田を統一支持する方針であることが報じられた。

## 著作リスト
- 『ふるさと「いわき」再生のシナリオ -新産業と人づくりが街を変える-』（論創社、2021年）